# Андерсон, Виктор
Ви́ктор Эмануэ́ль А́ндерсон (англ. Victor Emanuel Anderson; род. 30 марта 1902, Хейвлок, Небраска  — 15 августа 1962, Линкольн, Небраска) — американский политик, 28-й губернатор Небраски.

## Биография
Виктор Андерсон родился в городе Хейвлок (который позднее стал частью Линкольна) в семье шведских эмигрантов Эрнеста и Мэри Ларсон Андерсонов. После окончания школы в 1920 году он поступил в Университет Небраски-Линкольна, однако через 2,5 года бросил учёбу, чтобы стать партнёром в сантехническом бизнесе отца. 27 декабря 1941 года Андерсон женился на Элизабет Мей, у них родился сын Роджер Ли.
В 1936 году Андерсон был назначен доверенным лицом санитарного района № 1 округа Ланкастер. В 1948 году он был избран в Сенат Небраски, вступил в должность в 1949 году и ушёл в отставку в 1950 году, когда городской совет Линкольна единогласно выбрал его на освободившееся место мэра. В 1951 году Андерсон был переизбран большинством голосов на второй срок. Во время его пребывания в должности была расконсервирована военно-воздушная база Линкольна, внесены поправки в городской устав, заменён путепровод на улице «О» и впервые за 15 лет было переложено дорожное покрытие.
В 1952 году Андерсон выдвинул свою кандидатуру на должность губернатора штата, однако проиграл первичные выборы. В 1954 году он снова баллотировался на пост губернатора, на этот раз удачно. В 1956 году Андерсон был переизбран на второй срок. Во время его пребывания в должности были сокращены налоги и бюджетные расходы, улучшена программа страхования психического здоровья и успешно подавлен тюремный бунт. В 1958 году Андерсон баллотировался во второй раз, однако проиграл кандидату от Демократической партии Ральфу Бруксу на выборах, которые вошли в историю штата, как выборы, на которых кандидат победил с наименьшим перевесом.
В 1959 году президент Дуайт Эйзенхауэр назначил Андерсона делегатом США на Атлантической конференции в Лондоне. В 1960 году он был делегатом национального съезда Республиканской партии.
В 1949 году Андерсон купил контрольный пакет акций Havelock National Bank и был назначен его президентом. Он занимал эту должность до своей смерти. В 1949 году он также основал Victor E. Anderson Bottled Gas and Propane Company, а в 1961 году стал директором Standard Reliance Insurance Company.
Андерсон умер 15 августа 1962 года в Линкольне от сердечного приступа, второго за четыре месяца, и был похоронен на кладбище Wyuka Cemetery.
Андерсон был масоном, членом братства Sigma Phi Epsilon, Благотворительного и покровительствующего ордена лосей США, общества Оддфеллоуз («Чудаки») и методистской церкви.
В честь Андерсона названа одна из публичных библиотек в Линкольне.